# آسیب‌پذیری اجرای گذرای واحد پردازش مرکزی
آسیب‌پذیری‌های اجرای گذرای واحد پردازش مرکزی (به انگلیسی: Transient execution CPU vulnerability) آسیب‌پذیری‌هایی در سامانه‌های رایانه‌ای هستند که با سوءاستفاده از بهینه‌سازی نظری‌ای که در ریزپردازنده پیاده‌سازی شده‌است، باعث نشت اطلاعات محرمانه به یک شخص غیرمجاز می‌شوند. مثال قدیمی این دسته از آسیب‌پذیری‌ها اسپکتر (به انگلیسی: Spectre) است که نام آن هم از روی این نوع حمله کانال جانبی تعیین شده‌است؛ اما از دی ۱۳۹۷ انواع مختلفی از این دسته حملات شناسایی شده‌اند.

## نگاه کلی
رایانههای امروزی بسیاری از کارهای خود را به صورت موازی انجام می‌دهند و از واحدهای پیچیده‌ای با سرعت پردازشی متفاوت تشکیل شده‌اند. این تفاوت در سرعت پردازشی باعث شده‌است تا برخی از اجزای رایانه برای انجام کارهای خود، نیاز به نتیجهٔ محاسبات بخش دیگری داشته باشند. اگر یک پردازش (مانند یک انشعاب (به انگلیسی: Branch)) برای انجام کار خود نیازمند نتیجهٔ یک پردازهٔ دیگر که سرعت کم‌تری دارد (مانند خواندن از حافظه) داشته باشد که هنوز تکمیل نشده‌است، ریزپردازنده ممکن است اقدام به پیش‌بینی نتیجهٔ این پردازش کرده و ادامهٔ عملیات دوم را به صورت وهمی (به انگلیسی: speculatively) با فرض درست بودن این انشعاب انجام می‌دهد. پیش‌بینی معمولاً بر اساس رفتار اخیر سیستم انجام می‌شود. وقتی که پردازهٔ کندتر واقعاً کار خود را به اتمام رساند، ریزپردازنده پیش‌بینی خود را با نتیجهٔ واقعی عملیات مقایسه می‌کند. اگر این پیش‌بینی درست بود، محاسباتی را که به صورت وهمی انجام داده‌است ادامه می‌دهد و اگر پیش‌بینی اشتباه بود، مجدداً ادامهٔ پردازش را با استفاده از نتایج واقعی عملیات کندتر انجام می‌دهد و پردازش‌های وهمی خود را بازگردانی می‌کند. به‌طور دقیق‌تر، یک دستور گذرا دستوری است که همراه با یک خطا از سوی پردازش‌گر پردازش شده‌است (به عنوان مثال در حملهٔ اسپکتر پیش‌بینی نادرست انشعاب خطای پردازش‌گر است) و می‌تواند با تأثیر بر ریز-معماری (به انگلیسی: micro-architectural) پردازش‌گر، حالت معماری پردازش‌گر را بدون برجا گذاشتن ردی (به انگلیسی: trace) از اجرای آن نمایان کند.
اگر بخواهیم به‌طور دقیق‌تر بگوییم، مانند آن است که این دستور وهمی هیچ‌گاه اتفاق نیفتاده است. با این حال، این اجرای وهمی می‌تواند حالت اجزائی از ریزپردازنده مانند حافظه نهان (به انگلیسی: cache) را تغییر دهد و این تغییر می‌تواند با یک پایش (به انگلیسی: monitoring) دقیق از زمان‌های اجرای ریز-عملیات‌ها (به انگلیسی: subsequent operations) برای مهاجم عیان شود.
اگر یک مهاجم بتواند کدی که توسط پردازش وهمی اجرا می‌شود را به صورت دلخواه خود مرتب کند (حال چه با اجرای مستقیم دستورهایی که مهاجم به برنامه داده‌است یا با استفاده از گجت‌های (به انگلیسی: gadget) موجود در سامانه مورد هدف) تا با توجه به مقادیر مختلف موجود در یک بخش محرمانه، تاثیرهای متفاوتی بر حالت حافظه نهان برجای گذارد، ممکن است بتواند محتوای این بخش محرمانه را تشخیص دهد.
با شروع از سال ۱۳۹۷ نمونه‌های مختلفی از این نوع آسیب‌پذیری کشف و در انتهای سال ۱۳۹۷ به صورت عمومی منتشر شدند.

## خلاصه آسیب‌پذیری‌ها و روش‌های جلوگیری
| نوع جلوگیری                      | پیچیدگی | تاثیرگذاری  | اثرات عملکردی پردازشی |
| -------------------------------- | ------- | ----------- | --------------------- |
| سخت‌افزار                         | کامل    | کامل        | هیچ-کم                |
| به‌روزرسانی ریزبرنامه‌های سفت‌افزار | تا حدی  | تا حدی-کامل | کم-زیاد               |
| سیستم‌عامل/ماشین‌مجازی             | تا حدی  | تا حدی-کامل | کم-زیاد               |
| بازسازی نرم‌افزارها               | ضعیف    | تا حدی-کامل | متوسط-زیاد            |

روش‌های سخت‌افزاری نیاز به تغییر در طراحی واحد پردازش مرکزی دارند و به همین دلیل نیاز است تا منتظر نسل بعد از سخت‌افزارها بمانیم، با این حال تقریباً تأثیری برروی کارایی سامانه برجای نمی‌گذارند. به‌روزرسانی ریزبرنامه‌ها، برنامه‌ای که واحد پردازش مرکزی بر روی آن در حال اجراست را تغییر می‌دهد و نیاز است تا به ازای هر زوج سیستم‌عامل و واحد پردازش مرکزی، یک وصله (به انگلیسی: patch) منتشر و با سامانه یکپارچه شود. پیشگیری‌های مبتنی بر سیستم‌های عامل و ماشین‌های مجازی در سطح سیستم‌عامل یا لایهٔ ماشین مجازی اعمال می‌شود و بسته به میزان بار وارد بر این بخش از سیستم‌عامل، می‌تواند تأثیر زیادی در کاهش کارایی سامانه داشته باشد. بازسازی نرم‌افزارها نیاز به دوباره‌سازی همه‌ی بخش‌های برنامه دارد و معمولاً تأثیر نامطلوبی بر کارایی سیستم اعمال می‌کند.
| نام آسیب‌پذیری (نام‌های دیگر)                                          | CVE        | واحد پردازش مرکزی مورد تأثیر و پیشگیری‌ها | واحد پردازش مرکزی مورد تأثیر و پیشگیری‌ها | واحد پردازش مرکزی مورد تأثیر و پیشگیری‌ها | واحد پردازش مرکزی مورد تأثیر و پیشگیری‌ها | واحد پردازش مرکزی مورد تأثیر و پیشگیری‌ها | واحد پردازش مرکزی مورد تأثیر و پیشگیری‌ها | واحد پردازش مرکزی مورد تأثیر و پیشگیری‌ها |
| نام آسیب‌پذیری (نام‌های دیگر)                                          | CVE        | Intel                                    | Intel                                    | Intel                                    | Intel                                    | Intel                                    | AMD                                      | AMD                                      |
| نام آسیب‌پذیری (نام‌های دیگر)                                          | CVE        | Ice Lake                                 | Cascade Lake, Comet Lake                 | Whiskey Lake, Amber Lake                 | Coffee Lake (9th gen)                    | Coffee Lake (8th gen)*                   | Zen 1 / Zen 1+                           | Zen 2                                    |
| -------------------------------------------------------------------- | ---------- | ---------------------------------------- | ---------------------------------------- | ---------------------------------------- | ---------------------------------------- | ---------------------------------------- | ---------------------------------------- | ---------------------------------------- |
| Spectre v1 Bounds Check Bypass                                       | 2017-5753  | بازسازی نرم‌افزار                         | بازسازی نرم‌افزار                         | بازسازی نرم‌افزار                         | بازسازی نرم‌افزار                         | بازسازی نرم‌افزار                         | بازسازی نرم‌افزار                         | بازسازی نرم‌افزار                         |
| Spectre v2 Branch Target Injection                                   | 2017-5715  | سخت‌افزار + سیستم‌عامل                     | سخت‌افزار + سیستم‌عامل                     | ریزبرنامه‌سازی + سیستم‌عامل                | ریزبرنامه‌سازی + سیستم‌عامل                | ریزبرنامه‌سازی + سیستم‌عامل                | ریزبرنامه‌سازی + سیستم‌عامل/ماشین مجازی    | ریزبرنامه‌سازی + سیستم‌عامل/ماشین مجازی    |
| SpectreRSB/ret2specReturn Mispredict                                 | 2018-15572 | سیستم‌عامل                                | سیستم‌عامل                                | سیستم‌عامل                                | سیستم‌عامل                                | سیستم‌عامل                                | سیستم‌عامل                                | سیستم‌عامل                                |
| Meltdown Rogue Data Cache Load                                       | 2017-5754  | ایمن                                     | ایمن                                     | ایمن                                     | ایمن                                     | ریزبرنامه‌سازی                            | ایمن                                     | ایمن                                     |
| Spectre-NG v3a                                                       | 2018-3640  | ایمن                                     | ایمن                                     | ریزبرنامه‌سازی                            | ریزبرنامه‌سازی                            | ریزبرنامه‌سازی                            | ایمن                                     | ایمن                                     |
| Spectre-NG v4 Speculative Store Bypass                               | 2018-3639  | سخت‌افزار + سیستم‌عامل/ماشین مجازی         | سخت‌افزار + سیستم‌عامل/ماشین مجازی         | ریزبرنامه‌سازی + سیستم‌عامل                | ریزبرنامه‌سازی + سیستم‌عامل                | ریزبرنامه‌سازی + سیستم‌عامل                | سیستم‌عامل/ماشین مجازی                    | سخت‌افزار + سیستم‌عامل/ماشین مجازی         |
| Foreshadow L1 terminal fault , L1TF                                  | 2018-3615  | ایمن                                     | ایمن                                     | ایمن                                     | ایمن                                     | ریزبرنامه‌سازی                            | ایمن                                     | ایمن                                     |
| Spectre-NG Lazy FP state restore                                     | 2018-3665  | سیستم‌عامل/ماشین مجازی                    | سیستم‌عامل/ماشین مجازی                    | سیستم‌عامل/ماشین مجازی                    | سیستم‌عامل/ماشین مجازی                    | سیستم‌عامل/ماشین مجازی                    | ایمن                                     | ایمن                                     |
| Spectre-NG v1.1 Bounds Check Bypass Store                            | 2018-3693  | سیستم‌عامل/ماشین مجازی                    | سیستم‌عامل/ماشین مجازی                    | سیستم‌عامل/ماشین مجازی                    | سیستم‌عامل/ماشین مجازی                    | سیستم‌عامل/ماشین مجازی                    | سیستم‌عامل/ماشین مجازی                    | سیستم‌عامل/ماشین مجازی                    |
| Spectre-NG v1.2 Read-only Protection Bypass (RPB)                    |            | بدون CVE و همچنین تأیید نشده توسط اینتل  | بدون CVE و همچنین تأیید نشده توسط اینتل  | بدون CVE و همچنین تأیید نشده توسط اینتل  | بدون CVE و همچنین تأیید نشده توسط اینتل  | بدون CVE و همچنین تأیید نشده توسط اینتل  | ایمن                                     | ایمن                                     |
| Foreshadow-OS L1 terminal fault (L1TF)                               | 2018-3620  | ایمن                                     | ایمن                                     | ایمن                                     | ایمن                                     | ریزبرنامه‌سازی + سیستم‌عامل                | ایمن                                     | ایمن                                     |
| Foreshadow-VMM L1 terminal fault (L1TF)                              | 2018-3646  | ایمن                                     | ایمن                                     | ایمن                                     | ایمن                                     | ریزبرنامه‌سازی + سیستم‌عامل                | ایمن                                     | ایمن                                     |
| RIDL/ZombieLoad Microarchitectural Fill Buffer Data Sampling (MFBDS) | 2018-12130 | ایمن                                     | ایمن                                     | ایمن                                     | ایمن                                     | ریزبرنامه‌سازی + سیستم‌عامل                | ایمن                                     | ایمن                                     |
| RIDL Microarchitectural Load Port Data Sampling (MLPDS)              | 2018-12127 | ایمن                                     | ایمن                                     | ایمن                                     | ریزبرنامه‌سازی + سیستم‌عامل                | ریزبرنامه‌سازی + سیستم‌عامل                | ایمن                                     | ایمن                                     |
| RIDL Microarchitectural Data Sampling Uncacheable Memory (MDSUM)     | 2019-11091 | ایمن                                     | ایمن                                     | ایمن                                     | ایمن                                     | ریزبرنامه‌سازی + سیستم‌عامل                | ایمن                                     | ایمن                                     |
| Fallout Microarchitectural Store Buffer Data Sampling (MSBDS)        | 2018-12126 | ایمن                                     | ایمن                                     | ایمن                                     | ریزبرنامه‌سازی + سیستم‌عامل                | ریزبرنامه‌سازی + سیستم‌عامل                | ایمن                                     | ایمن                                     |
| Spectre SWAPGS                                                       | 2019-1125  | مانند اسپکتر ۱                           | مانند اسپکتر ۱                           | مانند اسپکتر ۱                           | مانند اسپکتر ۱                           | مانند اسپکتر ۱                           | ایمن                                     | ایمن                                     |
| RIDL/ZombieLoad v2 Transactional Asynchronous Abort (TAA)            | 2019-11135 | ایمن                                     | ریزبرنامه‌سازی + سیستم‌عامل                | ریزبرنامه‌سازی + سیستم‌عامل                | ریزبرنامه‌سازی + سیستم‌عامل                | ریزبرنامه‌سازی + سیستم‌عامل                | ایمن                                     | ایمن                                     |
| RIDL/CacheOut L1D Eviction Sampling (L1DES)                          | 2020-0549  | ایمن                                     | ریزبرنامه‌سازی + سیستم‌عامل                | ریزبرنامه‌سازی + سیستم‌عامل                | ریزبرنامه‌سازی + سیستم‌عامل                | ریزبرنامه‌سازی + سیستم‌عامل                | ایمن                                     | ایمن                                     |
| RIDL Vector Register Sampling (VRS)                                  | 2020-0548  | ایمن                                     | ریزبرنامه‌سازی + سیستم‌عامل                | ریزبرنامه‌سازی + سیستم‌عامل                | ریزبرنامه‌سازی + سیستم‌عامل                | ریزبرنامه‌سازی + سیستم‌عامل                | ایمن                                     | ایمن                                     |
| Load Value Injection (LVI)                                           | 2020-0551  | ایمن                                     | بازسازی نرم‌افزار                         | بازسازی نرم‌افزار                         | بازسازی نرم‌افزار                         | بازسازی نرم‌افزار                         | ایمن                                     | ایمن                                     |
| Take a Way                                                           |            | ایمن                                     | ایمن                                     | ایمن                                     | ایمن                                     | ایمن                                     | بدون راه‌حل کنونی (نظرات مختلف)           | بدون راه‌حل کنونی (نظرات مختلف)           |
| CROSSTalk Special Register Buffer Data Sampling (SRBDS)              | 2020-0543  | ایمن                                     | ایمن                                     | ریزبرنامه‌سازی                            | ریزبرنامه‌سازی                            | ریزبرنامه‌سازی                            | ایمن                                     | ایمن                                     |

نسل هشتم معماری کافی لیک (به انگلیسی: Coffee Lake) در جدول بالا، به گسترهٔ وسیعی از واحدهای پردازش مرکزی اینتل که پیش از آن منتشر شده‌اند هم اعمال می‌شود و به معماری‌های مبتنی بر هستهٔ اینتل، پنتیوم ۴ (به انگلیسی: Pentium 4) و اینتل اتم (به انگلیسی: Intel Atom) با شروع از Silvermont محدود نمی‌شود. گسترهٔ متفاوتی از ریزمعماری‌های واحد پردازش مرکزی که در جدول بالا به آنها اشاره نشده‌اند هم از این دسته آسیب‌پذیری‌ها در امان نیستند که از این میان می‌توان به پردازنده‌های آی‌بی‌ام پاور (به انگلیسی: IBM POWER)، آرم (به انگلیسی: ARM)، میپس (به انگلیسی: MIPS) و دیگر واحدهای پردازش مرکزی اشاره کرد.

## یادداشت
1.^ Stepping 5 of the 2nd Generation Intel® Xeon® Scalable Processors based on Cascade Lake microarchitecture is affected by both MSBDS and MLPDS.